# Verrallina yusafi
Verrallina yusafi är en tvåvingeart som beskrevs av Philip James Barraud 1931. Verrallina yusafi ingår i släktet Verrallina och familjen stickmyggor. Inga underarter finns listade i Catalogue of Life.